# Aleurodiscus canadensis
Aleurodiscus canadensis (Syn. Acanthophysellum canadense) ist eine Ständerpilzart aus der Familie der Schichtpilzverwandten (Stereaceae). Sie bildet einjährige resupinat-ausgebreitete Fruchtkörper aus, die auf dem Totholz von Fichten (Picea)  wachsen. Die Art ist holarktisch verbreitet und kommt in gemäßigten und borealen Klimata vor.

## Merkmale

### Makroskopische Merkmale
Aleurodiscus canadensis besitzt resupinate (stiellos am Substrat angewachsene), ausgebreitete Basidiocarpien. Das glatte Hymenium ist von cremeweißlicher Farbe. Das Sporenpulver der Art ist weißlich-rosa.

### Mikroskopische Merkmale
Wie bei allen Mehlscheiben ist die Hyphenstruktur von Aleurodiscus canadensis monomitisch, besteht also nur aus generativen Hyphen. Die hyalinen Basidien sind vier-, selten zweisporig. Die auf ihnen sitzenden Sporen sind lang ellipsoid bis subzylindrisch, 15–20 × 7–10 µm groß und glatt. Die Hyphen besitzen sowohl Schnallen als auch Acanthohyphidien (stachelwalzenförmige Hyphenenden im Hymenium) und keulige, teilweise eingeschnürte Gloeozystiden (ölhaltige Zystiden). Die kongenerischen Arten A. cerussatus und A. fennicus sehen A. canadensis sehr ähnlich und sind nur mikroskopisch, unter anderem anhand der Sporengröße und dem Vorhandensein von Schnallen, sicher zu unterscheiden.

## Verbreitung
Das Artareal von Aleurodiscus canadensis umfasst die Holarktis von Luxemburg über Sachalin bis nach Kanada. Es beschränkt sich auf die boreale und gemäßigte Zone.

## Ökologie
Aleurodiscus canadensis ist ein Saprobiont, der Äste und Zweige von Fichten (Picea spp.) besiedelt.